# Verne Troyer
Vernon Jay "Verne" Troyer (Sturgis, Michigan, 1969. január 1. – Los Angeles, Kalifornia, 2018. április 21.) amerikai színész, televíziós színész, filmszínész, kaszkadőr és humorista. Leghíresebb szerepe az Austin Powers – Aranyszerszám kémfilm-paródiában Kicsi-Én megformálása. Törpe termetét egy genetikai betegség okozta.

## Élete
1969. január 1-én, Sturgisban született egy amish vallású farmer-családban. Gyerekként ő is a farmon dolgozott, elmondása szerint szülei apró mérete miatt nem kivételeztek vele, ugyanúgy segítenie kellett a gazdaságban, mint testvéreinek. Később azonban otthagyta a farmot és színészi pályára lépett. 2001-ben játszott A buborék srác című vígjátékban Jake Gyllenhaal és Marley Shelton oldalán.

## Halála
Alkoholfüggő volt, 2002-ben alkoholmérgezésben már majdnem az életét vesztette, ezért 2017-ben bejelentette, hogy alkoholproblémái miatt elvonóra megy, de nem sikerült neki leszoknia. 2018-ban öngyilkos lett.

## Filmográfia
Jelentősebb filmes szerepei:
- Doctor Parnassus és a képzelet birodalma
- Love Guru
- Austin Powers – Aranyszerszám
- Harry Potter és a bölcsek köve (film)
- KicsiKÉM – Austin Powers 2.
- Joe, az óriásgorilla
- Félelem és reszketés Las Vegasban (film)
- Men in Black – Sötét zsaruk
- Hull a pelyhes
- Pinokkió bosszúja